# Dariga Nurszultankizi Nazarbajeva
Dariga Nurszultankizi Nazarbajeva (kazakul: Dariga Nursultanqyzy Nazarbayeva; Temirtau, 1963. május 7.) kazak politikus, Nurszultan Nazarbajev kazak elnök idősebbik lánya, miniszterelnök-helyettes, a kazak parlament alsóházának képviselője. Nazarbajev elnök egyik lehetséges politikai örökösének tartják.
A moszkvai Lomonoszov Egyetemen, majd az almati Kirov Kazahsztáni Állami Egyetemen tanult történelmet. 1990-ben aspiráns volt a moszkvai egyetemen. 1991-ben védte meg kandidátusi értekezését a történettudományokból, majd 1999-ben a doktori disszertációját a politikatudományokból.
1992-től a „Bobek” Gyermekjóléti Alapítvány elnöke volt. 1994-ben a Habar nemzeti hírügynökség igazgatójává nevezték ki, amely később egy média-holdinggá alakult. 2001-től a Habar igazgatótanácsának elnöke volt.
2003-tól az elnököt támogató Aszar párt alapító elnöke volt. (A párt 11,4%-ot szerzett a 2004-es parlamenti választásokon.) 2006. szeptember 25-én az Aszar beolvadt az elnökpárti Otan pártba. (Miután 2006 decemberében a Polgári Párt és az Agrárpárt is beolvadt az Otanba, a pártot átnevezték Nur-Otan névre.).
Az 1980-as évek elején kötött házasságot Rahat Alijev orvossal, aki később több fontos állami tisztséget töltött be. Alijev 2007 elején szembefordult Nazarbajevvel, ezért kegyvesztetté vált és politikai menedékjogot kapott Ausztriában. Dariga az elnök nyomására 2007 júniusában elvált Rahat Alijevtől, akitől három gyermeke van: Nureli Rahatuli Alijev (1985), Ajszultan Rahatuli Nazarbajev (1990–2020) és Venera Rahatkizi Alijeva (2000).
Nazarbajevát 2015 szeptemberében miniszterelnök-helyettessé nevezték ki.
Amatőr operaénekes. Ugyan hivatalos zenei képzettsége nincs, több koncerten és eseményen fellépett már. A brit Pop Idol kazak változatában, a SuperStar KZ-ben zsűritagként szerepelt.